# August Belmont

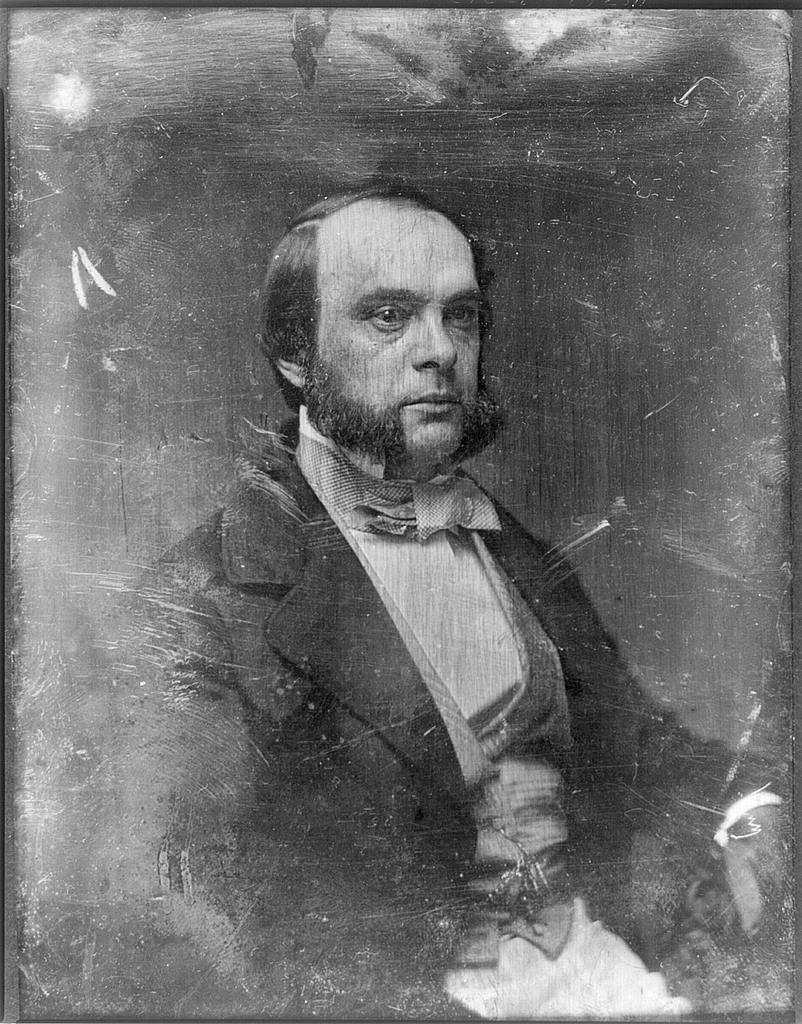
August Belmont

August Belmont (geboren als Aron Belmont, auch August Schönberg; * 8. Dezember 1813 in Alzey; † 24. November 1890 in New York City) war ein deutsch-amerikanischer Bankier und Politiker.

## Biografie
August Belmont wurde als erster Sohn von Simon Belmont (1789–1859) und Frederika geb. Elsass geboren. Im Geburtsregister der Stadt Alzey (1813, Nr. 114) ist als sein Vorname Aron verzeichnet. Er entstammte einer einst einflussreichen jüdischen Familie mit sephardischen Wurzeln, benannt nach dem portugiesischen Städtchen Belmonte. Als er sieben Jahre alt war, starb seine Mutter. Kurz darauf zog er nach Frankfurt am Main um, wo er bei seinem Onkel und seiner Großmutter lebte. Ihre Schwägerin war mit einem Sohn von Mayer Amschel Rothschild verheiratet. Über diese Verbindung erhielt der 14-jährige August eine Anstellung beim renommierten Frankfurter Bankhaus Rothschild, nachdem er die Schule 1828 ohne Abschluss verlassen hatte. Er stieg bis 1832 vom einfachen Gehilfen zum Handlungsbevollmächtigten auf und tätigte Geschäfte in Neapel, Paris und Rom. In Rom beriet er den Kirchenstaat bei seinen Finanzgeschäften.
1837 wurde er nach Havanna geschickt, um die dortige Rothschild-Filiale zu leiten. Er reiste über New York City, wo er am 14. Mai 1837 eintraf, um Angelegenheiten des Bankhauses M. A. Rothschild & Söhne, das in Turbulenzen geraten war, zu ordnen. Wenige Tage vor seiner Ankunft war dort eine schwere Wirtschaftskrise ausgebrochen. Spontan beschloss er, in New York zu bleiben. Seinen Nachnamen, der über Jahre in der eingedeutschten Form Schönberg gebraucht worden war, wandelte er dabei wieder zurück in Belmont. Unverzüglich gründete er sein eigenes Unternehmen, die August Belmont & Company, die anfangs in einem kleinen Raum des Hauses 78 Wall Street untergebracht war. Seine Firma übernahm zu günstigen Konditionen zahlreiche in Konkurs gegangene Unternehmen. Außerdem erklärte er, die dortige Rothschild-Niederlassung innezuhaben, was die Rothschilds erboste. Nachdem er damit begonnen hatte, Wechsel im Namen Rothschilds zu diskontieren, widersprach das Bankhaus diesem Vorgehen nicht, obwohl es dem eigenmächtigen Treiben Belmonts misstraute. Innerhalb weniger Jahre stieg Belmont zu einem der reichsten Männer und führenden Bankiers in den Vereinigten Staaten auf. Als Rivale des Bankhauses Barings entwickelte er sich zu einem der größten Kreditgeber der US-Regierung. Belmont, der einigem Antisemitismus und Misstrauen begegnete, als er in der Finanzwelt New Yorks mitzuwirken begann (Gerüchte kursierten, er sei ein unehelicher Sohn Rothschilds), trat 1841 der Episkopalkirche der Vereinigten Staaten von Amerika bei, der vorherrschende Kirche des New Yorker Patriziats.
Belmont erwarb 1844 die amerikanische Staatsbürgerschaft. Im gleichen Jahr wurde er zum provisorischen Generalkonsul Österreichs in New York ernannt. Vier Jahre später sprach ihm Österreich diese Stellung dauerhaft zu. Aus Protest gegen die seiner Auffassung nach grausame Politik Österreichs gegenüber Ungarn trat er 1850 von diesem Amt zurück.
Bei der Umsetzung des Vertrags von Guadalupe Hidalgo, der den Mexikanisch-Amerikanischen Krieg 1848 beendete, überwies die August Belmont & Company im Auftrag der Vereinigten Staaten eine Summe von rund drei Millionen Dollar an die mexikanische Regierung, um Mexiko für die Abtretung des Landes nördlich des Rio Grande zu entschädigen.
Am 7. November 1849 heiratete Belmont Caroline Slidell Perry, die Tochter des Marineoffiziers Matthew Calbraith Perry. Ihr Onkel, der Abgeordnete John Slidell, brachte Belmont dazu, sich für die Demokratische Partei einzusetzen und die Nominierung von James Buchanan als Präsidentschaftskandidat finanziell zu unterstützen. Nachdem dann jedoch Franklin Pierce als Kandidat nominiert worden war, wechselte Belmont das Lager.
Nachdem Pierce die Präsidentschaftswahl 1852 gewonnen hatte, ernannte er Belmont zum Chargé d’affaires der USA in Den Haag, zum Dank für den großzügigen finanziellen Beitrag während des Wahlkampfs. Belmont strebte das Amt des Botschafters in Spanien an, doch Pierces Nachfolger James Buchanan verweigerte dies. Belmont nahm 1860 als Delegierter an der Democratic National Convention teil, bei der er den demokratischen Präsidentschaftskandidaten Stephen A. Douglas unterstützte.
Im gleichen Jahr wurde er in Baltimore zum Vorsitzenden des Democratic National Committee gewählt. Dieses Amt hatte er bis 1872 inne. Belmont war während des Sezessionskriegs ein glühender Verfechter der Interessen der Unionisten und übte starken Einfluss auf die Kaufleute und Finanziers aus dem Vereinigten Königreich und Frankreich aus. Insbesondere spielte er eine Hauptrolle bei dem Unterfangen der Nordstaaten, die in der Konföderation organisierten Südstaaten bei dem Versuch ihrer Anerkennung durch europäische Staaten und ihrer Finanzierung zu behindern. Belmont war an führender Stelle beteiligt, wenn US-Staatsanleihen an europäischen Märkten platziert wurden. Ebenso war Belmont beteiligt, als die New York Railway Company 1871 ihre erste Eisenbahnlinie im Hochbahn-System durch New York City projektierte. In das Geschäft der Finanzierung von Verkehrsanlagen stieg später sein Sohn August Belmont junior ein.
August Belmont starb 1890 im Alter von 76 Jahren. Er wurde auf dem Island Cemetery in Newport, Rhode Island, begraben.

## Nachwirkung

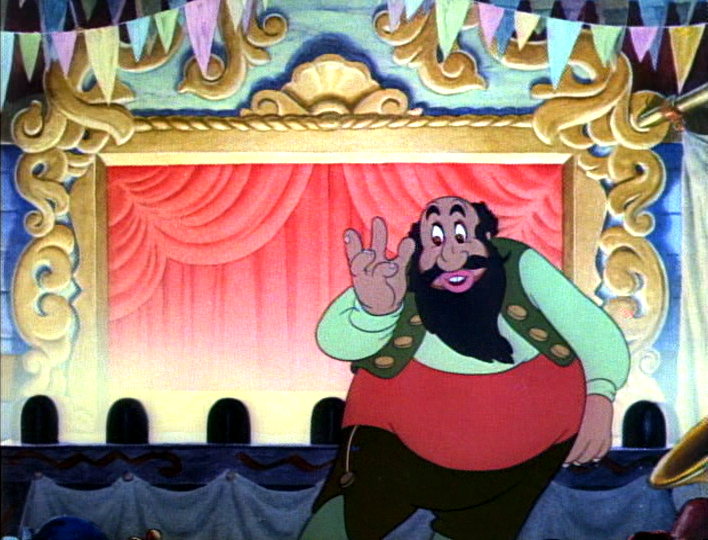
Die Figur des Zirkusdirektors Stromboli in Walt Disneys Pinocchio soll Belmont nachempfunden sein.

In seinem Todesjahr erschien unter dem Titel Letters, Speeches and Addresses of August Belmont eine Zusammenstellung seiner Briefe und Reden. Nach Belmont, der ein begeisterter Sportanhänger, ein Gründer des American Jockey Club und des Jerome Park Racetrack war, sind das renommierte Pferderennen Belmont Stakes und die Belmont Avenue in Brooklyn benannt. Ebenfalls nach ihm benannt wurde 1859 die Kleinstadt Belmont in New Hampshire – eine Ehre, die er sein ganzes Leben lang nie anerkennen wollte. Die Figur des Julius Beaufort im Roman Zeit der Unschuld von Edith Wharton soll August Belmont nachempfunden sein. Ein Walt-Disney-Animator sagte, dass Belmont ihn bei der Entwicklung der Figur von Stromboli im Trickfilm Pinocchio inspiriert habe.
Seine Söhne Perry (1851–1947), August jr. (1853–1924) und Oliver (1858–1908) waren ebenfalls prominente Personen. Belmonts Schwester Elisabeth (Babett) heiratete Stephan Feist, Koblenz, der dann den Namen Belmont übernahm (Feist-Belmont).